# Palojärvi (sjö i Finland, Enontekis)
Palojärvi (finska) eller Bálojávri (samiska) är en sjö i Finland. Den ligger i kommunen Enontekis i landskapet Lappland, i den norra delen av landet, 900 km norr om huvudstaden Helsingfors. Palojärvi ligger 345,6 meter över havet. Arean är 3,62 kvadratkilometer och strandlinjen är 12,82 kilometer lång. Sjön  ingår i Torne älvs huvudavrinningsområde.   Omgivningarna runt Palojärvi är i huvudsak ett öppet busklandskap. Den sträcker sig 3,3 kilometer i nord-sydlig riktning, och 2,0 kilometer i öst-västlig riktning.
Väg 93 (Ruijantie) mot Kivilompolo gränsövergång och Kautokeino går längs sjöns västra strand. En snöskoterrutt leder från sjön till Ounasjärvi dels via Neahčilvárri, dels via Leppäjärvi. En led mot gränsövergången och en mot vildmarksområdet Lapska armen, med förgrening till Gáresavvon, börjar vid sjön. 
I övrigt finns följande i Palojärvi:
- Gaskasuolu (en ö)
- Gieddesuolu (en ö)
- Alainensaari (en ö)

I övrigt finns följande vid Palojärvi:
- Rastajoki (ett vattendrag)
- Seyrisjoki (ett vattendrag)